# هاري بوتر وحجر الفيلسوف (موسيقى تصويرية)

أُصدرت الموسيقى التصويرية لفيلم هاري بوتر وحجر الفيلسوف في 30 أكتوبر 2001. ألفها وأشرف على قيادتها جون ويليامز، ورُشحت لجائزة أفضل موسيقى تصويرية أصلية في الدورة الرابعة والسبعين لحفل توزيع جوائز الأوسكار. تميز الفيلم بتقديم ألحان مُرتبطة بالشخصيات، والتي ظهرت في عدد من الأجزاء اللاحقة. شملت هذه الألحان اثنين مخصصين لفولدمورت، واثنين لهوغوورتس، بالإضافة إلى ألحان لحارة دياجون، ولعبة الكويدتش، والطيران وألحان تعكس الصداقة. كما يبرز اللحن الرئيسي (لحن هيدويغ)، الذي أُعيد تقديمه وتطويره عبر جميع أفلام سلسلة هاري بوتر الرئيسية الثمانية.

## الجوائز
في 14 ديسمبر 2001، منحت رابطة صناعة التسجيلات الكندية [الإنجليزية] "الشهادة الذهبية" للموسيقى التصويرية لفيلم هاري بوتر وحجر الفيلسوف. ومنحتها رابطة صناعة التسجيلات اليابانية [الإنجليزية] "الشهادة الذهبية" في اليابان بعد بيع 100,000 وحدة.
في عام 2002، رُشحت الموسيقى التصويرية لجائزة أفضل موسيقى تصويرية أصلية في الدورة الرابعة والسبعين لجوائز الأوسكار، حيثُ شارك ويليامز في قيادة الحفل. ومع ذلك، خسر ويليامز وفازت موسيقى هاورد شور لفيلم "سيد الخواتم: رفقة الخاتم".
دخل الألبوم قائمة بيلبورد 200 في المركز 48، كما تصدّر المركز الثاني في قائمة أفضل الألبومات الموسيقية التصويرية.

## التسجيل الموسيقي
أدت أوركسترا لندن الجلسات المكونة من 102 عازف موسيقي في استوديوهات التسجيل المستقل المرتبط [الإنجليزية] في قاعة ليندهورست، واستوديوهات آبي روود في لندن، مع التوزيعات الموسيقية المقدمة من جون ويليامز، وألكسندر كوراج [الإنجليزية]، وكونراد بوب [الإنجليزية]، وجون نيوفيلد، وإيدي كارام، وبيت أنتوني، وبنيامين وولفيش [الإنجليزية] ولاري رينش.

## التأليف

### لحن هيدويغ
هو لحن رئيسي في سلسلة أفلام هاري بوتر، ظهر لأول مرة في هاري بوتر وحجر الفيلسوف. تضمّنته موسيقى الأفلام من الجزء الرابع إلى الثامن، وأفلام وحوش مذهلة [الإنجليزية] وألعاب الفيديو الأخيرة. حقق شهرة كبيرة في الثقافة الشعبية، واستخدم كنغمات رنين وموسيقى إعلانات تجارية.